# 1 Regiment Grenadierów Krakowskich
1 Regiment Grenadierów Krakowskich – oddział wojskowy wchodzący w skład wojsk powstańczych okresu insurekcji kościuszkowskiej w 1794.

## Formowanie i walki
Dwubatalionowy regiment sformowany został po bitwie pod Racławicami. Rdzeniem jednostki stali się uczestnicy zwycięskich ataków na centrum dywizji gen. Aleksandra Tormasowa. Po bitwie większość chłopów zdezerterowała do domu. Ci co pozostali stanowili batalion kosynierski.  Nosili oni czapki rogatywki, granatowe kurtki z zielonymi wyłogami oraz czechczery lub spodnie z białego sukna.
Drugim batalionem stała się milicja wojewódzka generała majora ziemiańskiego Jana Śląskiego. Na czele batalionu stanął ppłk. Euzebiusz Siemianowski.

 Pod koniec kwietnia regiment liczył 926 osób, ale już 27 maja — 876.

Po bitwie pod Szczekocinami regiment  liczył 663 żołnierzy, w lipcu spadł do 540, a 27 sierpnia  do 537. We wrześniu wspierał rozproszoną dywizję Sierakowskiego. Pod koniec tego miesiąca liczył 413 głów. Z bitwy pod Maciejowicami niewielką ich część z uratowanym sztandarem przyprowadził  na Pragę mjr Józef Szumiański.

Do bitwy pod Szczekocinami dowodził regimentem płk Jan Krzycki, a po nim dowodzenie przejął ppłk Euzebiusz Siemianowski.

## Dowódcy regimentu
- płk Jan Krzycki
- ppłk Euzebiusz Siemianowski